# Iratxe Jaio
Iratxe Jaio Gómez de Segura (26 de febrero de 1976, Marquina-Jemein, Vizcaya) es una artista e investigadora vasca, trabaja sobre todo en instalaciones audiovisuales y escultura.

## Biografía
Iratxe Jaio se licenció en Bellas Artes en  la Universidad del País Vasco. Tras finalizar sus estudios de Bellas Artes, en 1998 se trasladó a los Países Bajos donde completó su formación artística en la Real Academia de Bellas Artes (KABK) de La Haya (1998-2000), el Instituto Piet Zwart en Róterdam (2000-2002) y la Academia Jan van Eyck en Maastricht (2002-2004). Trabaja con el artista Klaas van Gorkum desde 2001. Su práctica puede describirse como arqueología experimental. Examinan el significado social de los objetos y documentos para recrearlos en un contexto diferente.

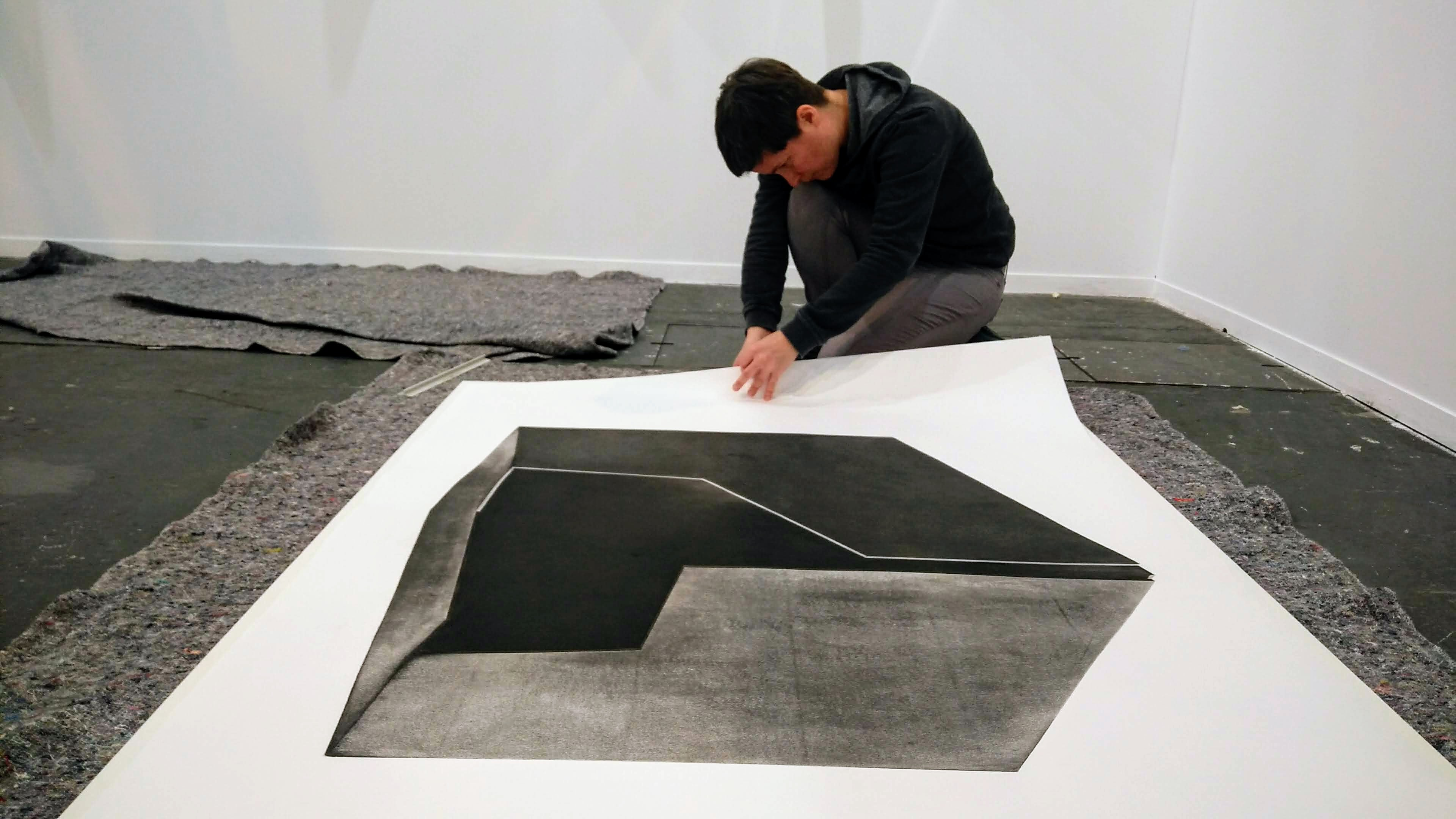
Iratxe Jaio, "Libro de los Plagios" ARCO, 2019

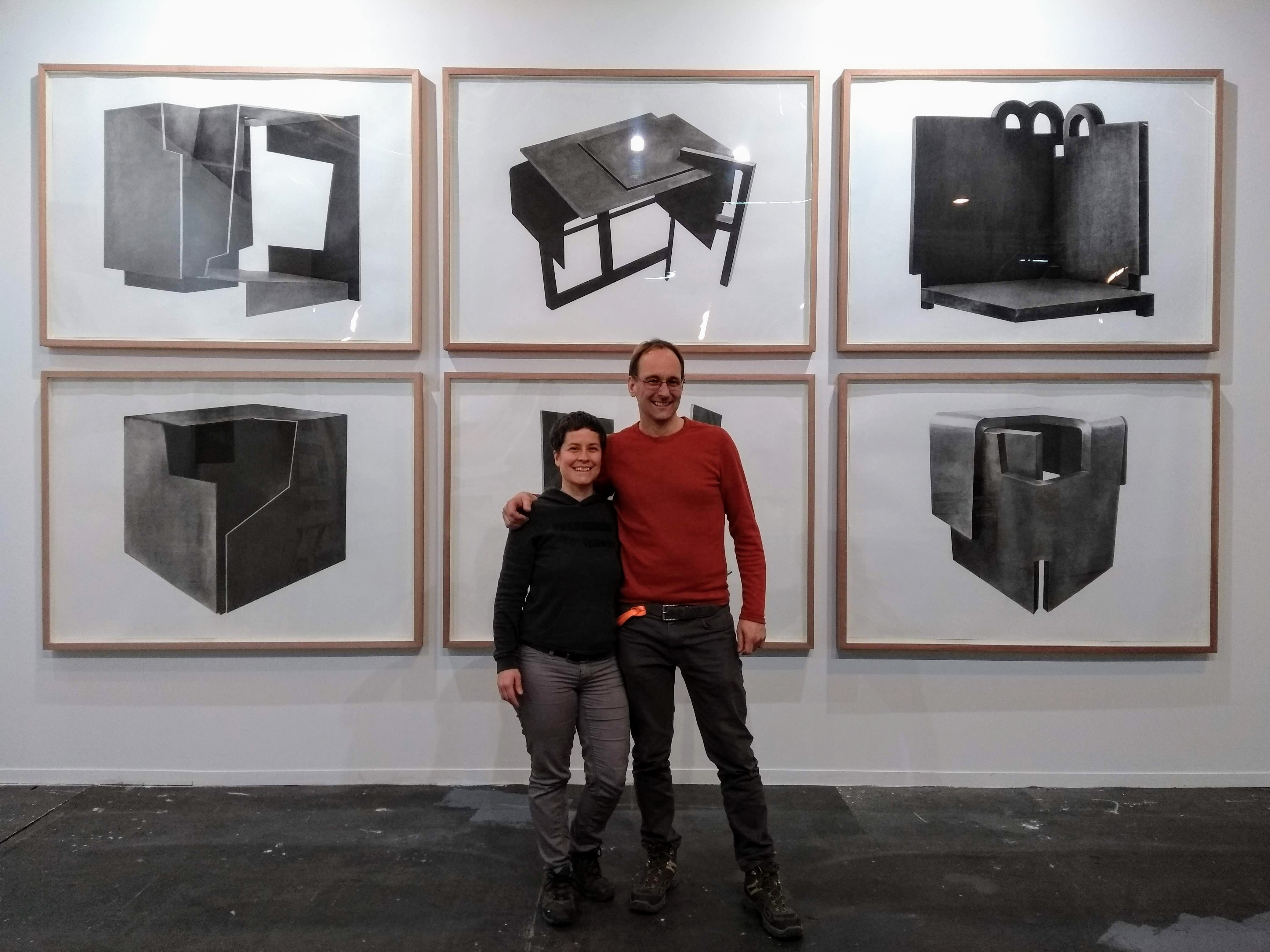
Iratxe Jaio y Klaas van Gorkum ARCO 2019

## Trayectoria
Han estudiado la noción de trabajo artístico yuxtaponiendo el proceso creativo y la producción industrial en masa y las correspondientes relaciones laborales. A menudo han colaborado con arqueólogos para hacer propuestas que exploren el papel del patrimonio y la materialidad en conflicto en las dos disciplinas. La pareja de artistas pudo profundizar en este trabajo, gracias a la beca Janearch Eyck Academy Nearch, entre 2015 y 2017.

## Exposiciones importantes
- Reinventar el mundo (alrededor de la fábrica) (2013) FRAC-Aquitaine (Burdeos).
- Amikejo, comisariada por Latitudes (2011) MUSAC (León).
- Agencia de Organismos Vivientes (2016) , Visitantes: Iratxe Jaio + Klaas van Gorkum (2014) Tabakalera (San Sebastián).
- Gure Artea XX ( 2009),[2][3] Entornos Próximos (2006) Artium (Vitoria).
- Los mejores valores de la vida (2015) Kunsthalle Exnergasse (Viena).
- Manifiesto. Arte hoy ante las dudas (2014) Fabra y Coats (Barcelona).
- Stem Terug (Vote Back) De Callel Arts Centre (Ámsterdam).
- Mutual Matters (2011) Konsthall C (Estocolmo).
- La ballena negra (2012) MARCO (Vigo).

Sus obras se encuentran en el Museo Reina Sofía de Madrid, el Artium de Vitoria y el Museo de Bellas Artes de Bilbao.

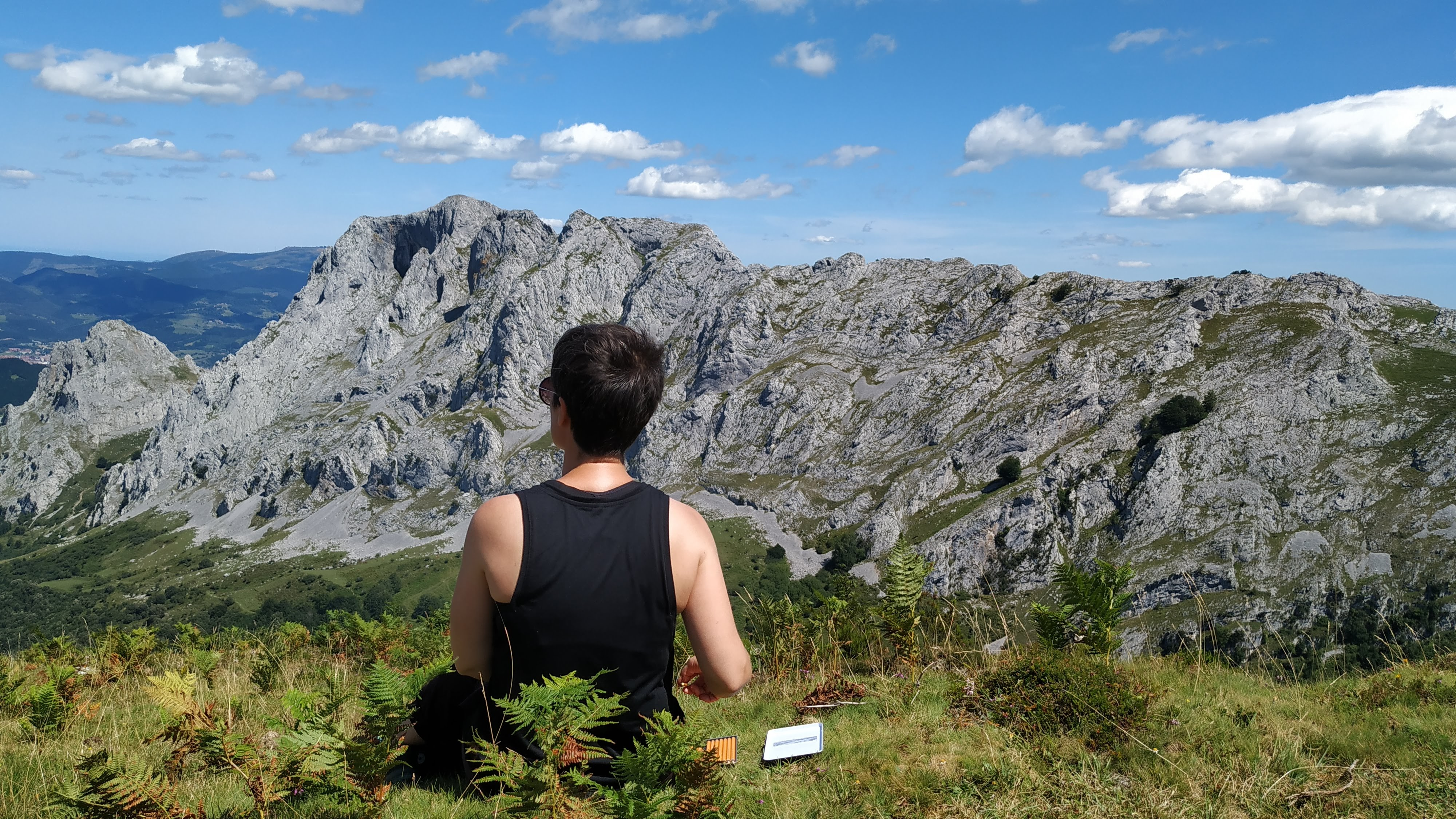
Iratxe Jaio, trabajando en el proyecto "Cementerio de los alemanes" 2019

### Otros trabajos
- En 2020 crea y produce la película Onder de Vleugel (Bajo el ala) [4] y se presenta en Zinebi en la sección oficial del Festival Internacional de Cortometrajes y Documentales de Bilbao.
- En 2019, El cementerio de los alemanes, una instalación compuesta por escultura y litografía; una escultura que reconstruye un monumento dedicado a tres soldados nazis muertos en la Guerra Civil Española.[5]

### Publicaciones
● 400 m.: Iruña-Veleiako ostrakak, eta arkeologiatik arte garaikidera doan bideari buruz. Iratxe Jaio y Klaas van Gorkum. Academia JVE, Maastricht, Países Bajos, 2017. ISBN 978-90-72076-90-8.
● Konplizitateak. Miren Jaio. Servicio General de Publicaciones del Gobierno Vasco, 2011. ISBN 978-84-457-3162-8.
● Quédese adentro y cierre las ventanas. Iratxe Jaio y Klaas van Gorkum. Consonni, Bilbo, 2009. ISBN 978-84-937361-0-1.
● Hemendik horra. Iratxe Jaio y Klaas van Gorkum. Centro Cultural Montehermoso, 2008. ISBN 978-84-96845-09-1.

## Premios
- En 2008 recibió el premio Gure Artea del Gobierno Vasco.[10]